# Комітет із Державної премії України в галузі архітектури
Комітет із Державної премії України в галузі архітектури — колегіальний орган при Президентові України.
Комітет утворений згідно з Указом Президента України від 31 жовтня 1996 року N 1017/96

## Склад комітету
Станом на серпень 2010 до комітету входять:
- Шпара Ігор Петрович — народний архітектор України, двічі лауреат Державної премії України в галузі архітектури, професор Національної академії образотворчого мистецтва і архітектури, президент Національної спілки архітекторів України, голова Комітету
- Гладиш Костянтин Клавдійович — архітектор, заступник голови Комітету
- Білоконь Юрій Миколайович — заслужений архітектор України, лауреат Державної премії України в галузі архітектури, директор Українського державного інституту проектування міст
- Глазирін Володимир Львович — заслужений архітектор України, головний архітектор міста Одеси, професор Архітектурного інституту Одеської державної академії будівництва і архітектури
- Гусаков Володимир Миколайович — заслужений архітектор України, лауреат Державної премії України в галузі архітектури, радник Прем'єр-міністра України
- Дьомін Микола Мефодійович — заслужений архітектор України, лауреат Державної премії України в галузі архітектури, директор Державного науково-дослідного інституту теорії та історії архітектури і містобудування, завідувач кафедри Київського національного університету будівництва і архітектури
- Економов Анатолій Олександрович — начальник управління містобудівної політики Державного комітету будівництва, архітектури та житлової політики України
- Єжов Валентин Іванович — народний архітектор України, лауреат Державної премії України в галузі архітектури, завідувач кафедри Київського національного університету будівництва і архітектури
- Жежерін Вадим Борисович — заслужений архітектор України, двічі лауреат Державної премії України в галузі архітектури, голова правління Київської організації Національної спілки архітекторів України, начальник архітектурно-конструкторської майстерні відкритого акціонерного товариства «Київпроект»
- Кравченко Володимир Григорович — заслужений архітектор України, Міністр архітектури та будівельної політики Автономної Республіки Крим
- Кучерук Микола Максимович — заслужений будівельник України, начальник управління охорони та реставрації пам'яток містобудування і архітектури Державного комітету будівництва, архітектури та житлової політики України
- Левчук Микола Антонович — заслужений архітектор України, начальник архітектурно-планувальної майстерні відкритого акціонерного товариства «Київпроект»
- Лелека Олег Дмитрович — головний архітектор інституту «Медінвестпроект»
- Могитич Іван Романович — народний архітектор України, директор Українського регіонального спеціалізованого науково-реставраційного проектного інституту «Укрзахідпроектреставрація»
- Мойсеєнко Зоя Василівна — заслужений архітектор України, професор Національної академії образотворчого мистецтва і архітектури
- Муляр Леонід Харитонович — заслужений архітектор України, начальник управління архітектурно-будівельних систем та інженерного обладнання будинків і споруд Державного комітету будівництва, архітектури та житлової політики України
- Олійник Іван Михайлович — заслужений архітектор України, лауреат Державної премії України в галузі архітектури, головний архітектор Львівської області
- Отченашенко Віталій Федорович — заслужений архітектор України, головний архітектор Українського спеціального науково-реставраційного проектного інституту «Укрпроектреставрація»
- ПРИСЯЖНЮК Василь Федорович — заслужений архітектор України, лауреат Державної премії України в галузі архітектури, заступник Голови Державного комітету будівництва, архітектури та житлової політики України
- РОМАНЧІКОВ Віктор Іванович — начальник архітектурно-конструкторської майстерні Державного територіального інституту по проектуванню об'єктів житлово-цивільного будівництва «Донецькпроект»
- Стукалов Олег Костянтинович — заслужений архітектор України, головний архітектор проектів відкритого акціонерного товариства «Український зональний науково-дослідний і проектний інститут по цивільному будівництву»
- УРУСОВ Георгій Олександрович — народний архітектор України
- Фомін Ігор Олександрович — заслужений архітектор України, лауреат Державної премії України в галузі архітектури, завідувач кафедри Київського національного університету будівництва і архітектури,
- Хорхот Георгій Олександрович — заслужений архітектор України, головний архітектор проектів відкритого акціонерного товариства «Український зональний науково-дослідний і проектний інститут по цивільному будівництву»
- ХУДЯКОВ Юрій Федорович — заслужений архітектор України, віце-президент Національної спілки архітекторів України
- ЦВЄТКОВ Анатолій Васильович — заслужений архітектор України, заступник директора акціонерного товариства закритого типу «Діпроцивільпромбуд»
- ЧИЖЕВСЬКИЙ Олександр Павлович — заслужений архітектор України, директор Українського державного науково-дослідного і проектного інституту цивільного сільського будівництва
- ЧУБАРОВ Едуард Петрович — заслужений архітектор України, заступник голови правління Дніпропетровської обласної організації Національної спілки архітекторів України
- ШИРЯЄВ Віктор Григорович — заслужений архітектор України, начальник майстерні Державного науково-дослідного і проектного інституту містобудування
- ШКОДОВСЬКИЙ Юрій Михайлович — заслужений архітектор України, лауреат Державної премії України в галузі архітектури, головний архітектор Харківської області
- Штолько Валентин Григорович — народний архітектор України, лауреат Національної премії України імені Тараса Шевченка, лауреат Державної премії України в галузі науки і техніки, головний архітектор відкритого акціонерного товариства «Український зональний науково-дослідний і проектний інститут по цивільному будівництву».